# Ким Сону
Ким Сону (кор. 김선우 род. 24 июня 2003 года. Более известен как Сону) — южнокорейский певец и ведущий. Является участником K-pop бой-бэнда ENHYPEN

## Личная жизнь

### Детство
Сону родился в 2003 году 24 июня в Сувоне, Южная Корея. Его семья состоит из родителей и старшей сестры. В школьные годы Сону был популярен среди одноклассников и женского и мужского пола, также он получал много любовных писем. Сону давали прозвища, подходящие номеру класса и внешности. Например, «Красавчик из 3 семестра 5-го класса». Являлся президентом класса. В 2019 году ему сделали сложную операцию (какую, не оглашалось).  

### Образование
11 февраля 2022 Сону выпустился из Hanlim Multi Art School.

## Карьера

### ПреДебют
Сону начал танцевать, когда был в средней школе и мечтал стать актером. До участия в I-LAND он стажировался 10 месяцев.

### 2020: I-LAND и дебют
1 июня 2020 года Сону был представлен одним из участников шоу на выживание от CJ E&M и BigHit Music I-LAND. Выступление Сону «Save me» проходил в тот же день, когда у него был день рождения. 18 сентября 2020 в финале шоу он был выбран продюсерами, попав в окончательный состав группы ENHYPEN.
30 ноября 2020 года Сону официально дебютировал в Enhypen с мини-альбомом «Border : Day One», став 7 участником после Чонвона, Хисына, Джея, Ни-Ки, Джейка и Сонхуна.

### 2022: Радио-диджей
7 февраля 2022 года было объявлено, что Сону вместе с Чонвоном, станут новыми ведущими на радио-шоу от EBS Listen. Шоу должно было начаться 13 февраля и транслироваться каждое воскресенье с 7 до 9 PM KST, но 11 февраля стало известно, что первый эпизод будет перенесен на 20 февраля по причине положительного результата Сону на тест COVID-19.

## Дискография

### ТВ-Шоу
| Год       | Название     | Телеканал | Роль       |
| --------- | ------------ | --------- | ---------- |
| 2020      | I-LAND       | Mnet      | Участник   |
| 2020-2021 | ENHYPEN & Hi | ENHYPEN   | Участник   |
| 2021-н.в. | EN-O’Clock   | ENHYPEN   | Участник   |
| 2021      | Playground   | JTBC2     | Участник   |
| 2022      | Listen Radio | EBS FM    | Ведущий DJ |